# مگی سیف
مگی سیف (انگلیسی: Maggie Siff؛ زادهٔ ۲۱ ژوئن ۱۹۷۴) یک هنرپیشه اهل ایالات متحده آمریکا است. وی از سال ۲۰۰۴ میلادی تاکنون مشغول فعالیت بوده‌است.

## بخشی از فیلم‌شناسی
از فیلم‌ها یا برنامه‌های تلویزیونی که وی در آن نقش داشته‌است می‌توان به آثار زیر اشاره کرد:
- مایکل کلیتون (۲۰۰۷)
- سپس او مرا یافت (۲۰۰۷)
- فشار (۲۰۰۹)
- برگ‌های علف (۲۰۰۹)
- آدم‌های بامزه (۲۰۰۹) در نقش ریچل
- موج پنجم (۲۰۱۶) در نقش لیزا سولیوان
- دیدبان سوم (۲۰۰۴)
- آناتومی گری (مجموعه تلویزیونی) (۲۰۰۷)
- مد من (۲۰۰۷–۲۰۱۵) در نقش ریچل منکن
- جراحی پلاستیک (مجموعه تلویزیونی) (۲۰۰۷–۲۰۰۸)
- فرزندان آشوب (۲۰۰۸–۲۰۱۳) در نقش تارا نولز
- میلیاردها (مجموعه تلویزیونی) (۲۰۱۶-هم‌اکنون)
- ضربه مغزی